# Tunisia ai XIV Giochi paralimpici estivi
La Tunisia ha partecipato ai XIV Giochi paralimpici estivi di Londra (29 agosto - 9 settembre 2012). Il portabandiera durante la cerimonia d'apertura è stato l'atleta Abderrahim Zhiou.

## Atleti
31 atleti tunisini (13 donne e 18 uomini) sono qualificati ai giochi:
Donne
- Somaya Bousaid
- Raoua Tlili
- Hania Aïdi
- Maroua Ibrahmi
- Neda Bahi
- Fadhila Nafati
- Sonia Mansour
- Yousra Ben Jemaâ
- Dhouha Chelhi
- Rabia Belhaj Ahmed
- Saida Nayli
- Bochra Rzouga
- Aida Naili

Uomini
- Farhat Chida
- Walid Ktila
- Abderrahim Zhiou
- Mohamed Charmi
- Mohamed Ali Krid
- Mahmoud Khaldi
- Faouzi Rzig
- Mohamed Fouzai
- Abbès Saïdi
- Mohamed Ali Fatnassi
- Faycal Othmani
- Mohamed Amara
- Sofyane Mejri
- Hamdi Ouerfelli
- Mourad Idoudi
- Ahmed Aouadi
- Hatem Nasrallah
- Mohamed Zemzmi